# Буды-Чарноцке
Буды-Чарноцке (пол. Budy Czarnockie) — деревня в Ломжинском повете Подляского воеводства Польши. Входит в состав гмины Пёнтница. По данным переписи 2011 года, в деревне проживало 326 человек.

## География
Деревня расположена на северо-востоке Польши, к востоку от реки Нарев, на расстоянии приблизительно 7 километров к северу от города Ломжа, административного центра повета. Абсолютная высота — 147 метров над уровнем моря. Через Буды-Чарноцке проходит национальная автодорога 63.

## История
Согласно «Списку населенных мест Ломжинской губернии», в 1906 году в деревне Буды-Чарноцкие проживало 250 человек (120 мужчин и 130 женщин). В конфессиональном отношении всё население деревни исповедовало католицизм. В административном отношении деревня входила в состав гмины Дроздово Ломжинского уезда.
В период с 1975 по 1998 годы деревня являлась частью Ломжинского воеводства.